# Canton d'Altkirch
Le canton d'Altkirch est une circonscription électorale française située dans le département du Haut-Rhin, dans la collectivité européenne d'Alsace. Il fait partie de la troisième circonscription du Haut-Rhin.

## Histoire
Un nouveau découpage territorial du Haut-Rhin entre en vigueur à l'occasion des élections départementales de 2015. Il est défini par le décret du 21 février 2014, en application des lois du 17 mai 2013 (loi organique 2013-402 et loi 2013-403). Les conseillers départementaux sont, à compter de ces élections, élus au scrutin majoritaire binominal mixte. Les électeurs de chaque canton élisent au Conseil départemental, nouvelle appellation du Conseil général, deux membres de sexe différent, qui se présentent en binôme de candidats. Les conseillers départementaux sont élus pour 6 ans au scrutin binominal majoritaire à deux tours, l'accès au second tour nécessitant 12,5 % des inscrits au 1er tour. En outre la totalité des conseillers départementaux est renouvelée. Ce nouveau mode de scrutin nécessite un redécoupage des cantons dont le nombre est divisé par deux avec arrondi à l'unité impaire supérieure si ce nombre n'est pas entier impair, assorti de conditions de seuils minimaux. Dans le Haut-Rhin, le nombre de cantons passe ainsi de 31 à 17.
Le canton d'Altkirch est maintenu, mais élargi de vingt-sept à soixante-sept communes issues des anciens cantons d'Altkirch (25 communes), de Ferrette (29 communes) et de Hirsingue (13 communes). Il est entièrement inclus dans l'arrondissement d'Altkirch. Le bureau centralisateur est situé à Altkirch.

## Représentation

### Conseillers généraux de 1833 à 1871 et de 1919 à 2015
| Période | Période      | Identité                                           | Étiquette                        | Qualité |
| ------- | ------------ | -------------------------------------------------- | -------------------------------- | --- |
| 1833    | 1846 (décès) | Jean Adam Pflieger le Jeune                        | Gauche constitutionnelle         | Député (1834-1846) Maire d'Altkirch (1830-1846)                                                                                                |
| 1846    | 1848         | André Koechlin                                     | Orléaniste Conservateur          | Entrepreneur industriel Maire de Mulhouse (1830-1831 et 1832-1843) Député (1832-1834, 1841-1848)                                               |
| 1848    | 1852         | Charles Cassal                                     | Républicain Démocrate Socialiste | Avocat à la Cour de Colmar et avoué Maire d'Altkirch (1848-1850, destitué)                                                                     |
| 1852    | 1864         | Pierre François Gaspard Laurent                    |                                  | Avocat Maire d'Altkirch (1851-1854) |
| 1864    | 1866 (décès) | Xavier Jourdain                                    |                                  | Industriel textile Maire d'Altkirch |
| 1867    | 1870         | Adolphe Louis Emilien Frédéric de Salignac-Fénelon |                                  | Colonel d'artillerie, Directeur au Ministère de la Guerre                                                                                      |
|         |              |                                                    |                                  | |
| 1919    | 1922         | Adolphe Charles Joseph Heinrich,                   | UPR                              | Agriculteur à Spechbach Directeur de l'Association commerciale des agriculteurs d'Alsace-Lorraine                                              |
| 1922    | 1928         | Joseph Silbermann                                  | URD                              | Propriétaire-cultivateur Maire de Spechbach-le-Haut Député (1924-1928)                                                                         |
| 1928    | 1940         | Joseph Walch (1870-1958)                           | UPR                              | Vétérinaire à Altkirch |
|         |              |                                                    |                                  | |
| 1945    | 1949         | Charles Édouard Amiot                              | MRP                              | Militaire puis industriel Maire d'Altkirch (1945-1952) Sénateur (1946-1948) Président du Conseil général (1945-1949)                           |
| 1949    | 1967         | Joseph Perrin                                      | RPF puis RS puis UNR             | Principal de collège Député (1958-1967) |
| 1967    | 1979         | Raymond Muller                                     | UDR puis RPR                     | Médecin Maire d'Altkirch (1965-1983) |
| 1979    | 2002         | Jean-Luc Reitzer                                   | RPR puis UMP                     | Cadre d'entreprise chargé des relations sociales Maire d'Altkirch (1983-2017) Député (1988-2022) Vice-président du Conseil général (1998-2001) |
| 2002    | 2015         | Alphonse Hartmann                                  | UMP                              | Commerçant Conseiller municipal de Carspach Vice-président du Conseil général                                                                  |

### Conseillers d'arrondissement (de 1833 à 1871 et de 1919 à 1940)
Le canton d'Altkirch avait trois conseillers d'arrondissement de 1919 à 1937, et deux de 1937 à 1940.
| Période                                  | Période              | Identité                       | Étiquette | Qualité |
| ---------------------------------------- | -------------------- | ------------------------------ | --------- | --- |
| 1833                                     | 1839                 | Marc Narcisse Rey fils         |           | Juge de paix à Altkirch                                                                                                 |
| 1839                                     | 1845                 | M. Dincher                     |           | Président du Tribunal d'Altkirch                                                                                        |
| 1845                                     | 1848                 | Ignace Wendling (1791-1863)    |           | Avoué à Altkirch |
|                                          |                      |                                |           | |
| 1919                                     | 1925                 | Joseph Brunner (1865-1934)     |           | Industriel, maire d'Altkirch                                                                                            |
| 1919                                     | 1925                 | Léger Foltzer (1841-1935)      |           | Propriétaire, cultivateur, huilier, maire de Tagolsheim (1896-1905 et 1914-1919), Président du Conseil d'arrondissement |
| 1919                                     | 1925                 | Xavier Meyer                   |           | Propriétaire à Spechbach-le-Haut                                                                                        |
| 1925                                     | 1940                 | Alfred Boetsch                 | UPR       | Maire d'Illfurth |
| 1925                                     | 17 août 1925 (décès) | Jean Grienenberger (1888-1925) |           | Propriétaire à Hausgauen                                                                                                |
| 5 novembre 1925                          | 1931                 | Séraphin Zuger                 |           | Cultivateur à Willer |
| 1931                                     | 1940                 | Joseph Soldermann (1874-1943)  | UPR       | Agriculteur à Ballersdorf                                                                                               |
| 1931                                     | 1937                 | Joseph Bannwarth               | UPR       | Cultivateur, maire de Steinbrunn-le-Haut                                                                                |
| 1940                                     |                      |                                |           | Les conseils d'arrondissement ont été suspendus par la loi du 12 octobre 1940 et n'ont jamais été réactivés             |
| Les données manquantes sont à compléter. |                      |                                |           | |

### Conseillers départementaux à partir de 2015
| Période élective | Période élective | Mandat | Mandat   | Identité       | Nuance | Nuance | Qualité                                                               |
| ---------------- | ---------------- | ------ | -------- | -------------- | ------ | ------ | --------------------------------------------------------------------- |
| 2015             | 2021             | 2015   | 2021     | Sabine Drexler |        | DVD    | Professeur des écoles, première adjointe au Maire de Durmenach        |
| 2015             | 2021             | 2015   | 2021     | Nicolas Jander |        | UDI    | Avocat au barreau de Mulhouse, maire d'Altkirch (2017 → )             |
| 2021             | 2028             | 2021   | en cours | Sabine Drexler |        | DVD    | Conseillère sortante                                                  |
| 2021             | 2028             | 2021   | en cours | Nicolas Jander |        | HOR    | Conseiller sortant, 3e vice-président chargé du territoire Sud Alsace |

À l'issue du 1er tour des élections départementales de 2015, deux binômes sont en ballotage : Sabine Drexler et Nicolas Jander (Union de la Droite, 34,3 %) et Marie Macri et Paolo Spano (FN, 28,78 %). Le taux de participation est de 51,13 % (18 390 votants sur 35 968 inscrits) contre 47,8 % au niveau départemental et 50,17 % au niveau national.
Au second tour, Sabine Drexler et Nicolas Jander (Union de la Droite) sont élus avec 66,59 % des suffrages exprimés et un taux de participation de 49,11 % (10 787 voix pour 17 666 votants et 35 970 inscrits).
Nicolas Jander est membre du MRSL.

## Composition

### Composition avant 2015
Le canton d'Altkirch regroupait 27 communes.

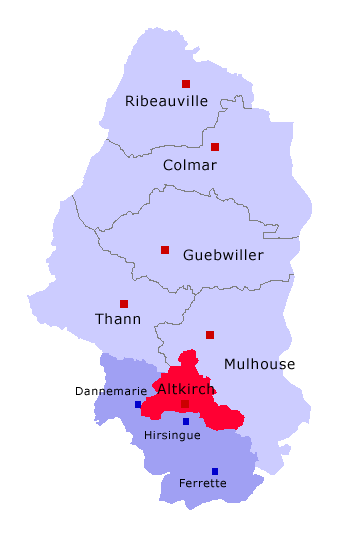
Représentation du canton d'Altkirch au sein de l'arrondissement d'Altkirch et du département du Haut-Rhin.

| Nom                  | Code Insee | Codepostal | Superficie (km2) | Population (dernière pop. légale) | Densité (hab./km2) |
| -------------------- | ---------- | ---------- | ---------------- | --------------------------------- | ------------------ |
| Altkirch (chef-lieu) | 68004      | 68130      | 9,54             | 5 747 (2012)                      | 602                |
| Aspach               | 68010      | 68130      | 4,20             | 1 131 (2012)                      | 269                |
| Ballersdorf          | 68017      | 68210      | 10,72            | 815 (2012)                        | 76                 |
| Berentzwiller        | 68027      | 68130      | 6,08             | 322 (2012)                        | 53                 |
| Carspach             | 68062      | 68130      | 17,17            | 2 045 (2012)                      | 119                |
| Eglingen             | 68077      | 68720      | 3,72             | 363 (2012)                        | 98                 |
| Emlingen             | 68080      | 68130      | 2,42             | 274 (2012)                        | 113                |
| Franken              | 68096      | 68130      | 6,22             | 341 (2012)                        | 55                 |
| Frœningen            | 68099      | 68720      | 4,44             | 698 (2012)                        | 157                |
| Hausgauen            | 68124      | 68130      | 5,79             | 417 (2012)                        | 72                 |
| Heidwiller           | 68127      | 68720      | 4,48             | 598 (2012)                        | 133                |
| Heiwiller            | 68131      | 68130      | 2,04             | 182 (2012)                        | 89                 |
| Hochstatt            | 68141      | 68720      | 8,55             | 2 085 (2012)                      | 244                |
| Hundsbach            | 68148      | 68130      | 4,03             | 333 (2012)                        | 83                 |
| Illfurth             | 68152      | 68720      | 9,16             | 2 511 (2012)                      | 274                |
| Jettingen            | 68158      | 68130      | 6,30             | 505 (2012)                        | 80                 |
| Luemschwiller        | 68191      | 68720      | 7,27             | 709 (2012)                        | 98                 |
| Obermorschwiller     | 68245      | 68130      | 6,05             | 400 (2012)                        | 66                 |
| Saint-Bernard        | 68081      | 68720      | 6,04             | 531 (2012)                        | 88                 |
| Schwoben             | 68303      | 68130      | 2,38             | 246 (2012)                        | 103                |
| Spechbach-le-Bas     | 68319      | 68720      | 4,14             | 705 (2012)                        | 170                |
| Spechbach-le-Haut    | 68320      | 68720      | 3,92             | 647 (2012)                        | 165                |
| Tagolsheim           | 68332      | 68720      | 3,19             | 741 (2012)                        | 232                |
| Tagsdorf             | 68333      | 68130      | 2,50             | 307 (2012)                        | 123                |
| Walheim              | 68356      | 68130      | 4,83             | 951 (2012)                        | 197                |
| Willer               | 68371      | 68960      | 6,21             | 330 (2012)                        | 53                 |
| Wittersdorf          | 68377      | 68130      | 4,76             | 836 (2012)                        | 176                |

### Composition depuis 2015
Après le redécoupage cantonal de 2014, le canton d'Altkirch comprenait soixante-sept communes.
À la suite de la fusion au 1er janvier 2016, de Grentzingen, Henflingen et Oberdorf pour former la commune nouvelle d'Illtal, d'une part, et, d'autre part, de Spechbach-le-Bas et Spechbach-le-Haut pour former la commune nouvelle de Spechbach, il comporte désormais 64 communes.
| Nom                              | Code Insee | Intercommunalité | Superficie (km2) | Population (dernière pop. légale) | Densité (hab./km2) | Modifier                                    |
| -------------------------------- | ---------- | ---------------- | ---------------- | --------------------------------- | ------------------ | ------------------------------------------- |
| Altkirch (bureau centralisateur) | 68004      | CC Sundgau       | 9,54             | 5 575 (2022)                      | 584                | modifier les données · modifier les données |
| Aspach                           | 68010      | CC Sundgau       | 4,20             | 1 141 (2022)                      | 272                | modifier les données · modifier les données |
| Bendorf                          | 68025      | CC Sundgau       | 7,55             | 251 (2022)                        | 33                 | modifier les données · modifier les données |
| Berentzwiller                    | 68027      | CC Sundgau       | 6,08             | 340 (2022)                        | 56                 | modifier les données · modifier les données |
| Bettendorf                       | 68033      | CC Sundgau       | 4,73             | 460 (2022)                        | 97                 | modifier les données · modifier les données |
| Bettlach                         | 68034      | CC Sundgau       | 4,09             | 303 (2022)                        | 74                 | modifier les données · modifier les données |
| Biederthal                       | 68035      | CC Sundgau       | 4,16             | 329 (2022)                        | 79                 | modifier les données · modifier les données |
| Bisel                            | 68039      | CC Sundgau       | 8,10             | 542 (2022)                        | 67                 | modifier les données · modifier les données |
| Bouxwiller                       | 68049      | CC Sundgau       | 6,47             | 430 (2022)                        | 66                 | modifier les données · modifier les données |
| Carspach                         | 68062      | CC Sundgau       | 17,17            | 2 085 (2022)                      | 121                | modifier les données · modifier les données |
| Courtavon                        | 68067      | CC Sundgau       | 9,60             | 341 (2022)                        | 36                 | modifier les données · modifier les données |
| Durlinsdorf                      | 68074      | CC Sundgau       | 7,78             | 516 (2022)                        | 66                 | modifier les données · modifier les données |
| Durmenach                        | 68075      | CC Sundgau       | 5,76             | 831 (2022)                        | 144                | modifier les données · modifier les données |
| Emlingen                         | 68080      | CC Sundgau       | 2,42             | 313 (2022)                        | 129                | modifier les données · modifier les données |
| Feldbach                         | 68087      | CC Sundgau       | 5,02             | 469 (2022)                        | 93                 | modifier les données · modifier les données |
| Ferrette                         | 68090      | CC Sundgau       | 1,94             | 848 (2022)                        | 437                | modifier les données · modifier les données |
| Fislis                           | 68092      | CC Sundgau       | 7,53             | 387 (2022)                        | 51                 | modifier les données · modifier les données |
| Franken                          | 68096      | CC Sundgau       | 6,22             | 365 (2022)                        | 59                 | modifier les données · modifier les données |
| Frœningen                        | 68099      | CC Sundgau       | 4,44             | 865 (2022)                        | 195                | modifier les données · modifier les données |
| Hausgauen                        | 68124      | CC Sundgau       | 5,79             | 372 (2022)                        | 64                 | modifier les données · modifier les données |
| Heidwiller                       | 68127      | CC Sundgau       | 4,48             | 656 (2022)                        | 146                | modifier les données · modifier les données |
| Heimersdorf                      | 68128      | CC Sundgau       | 7,59             | 651 (2022)                        | 86                 | modifier les données · modifier les données |
| Heiwiller                        | 68131      | CC Sundgau       | 2,04             | 180 (2022)                        | 88                 | modifier les données · modifier les données |
| Hirsingue                        | 68138      | CC Sundgau       | 12,88            | 2 131 (2022)                      | 165                | modifier les données · modifier les données |
| Hirtzbach                        | 68139      | CC Sundgau       | 13,91            | 1 438 (2022)                      | 103                | modifier les données · modifier les données |
| Hochstatt                        | 68141      | CC Sundgau       | 8,55             | 2 175 (2022)                      | 254                | modifier les données · modifier les données |
| Hundsbach                        | 68148      | CC Sundgau       | 4,03             | 357 (2022)                        | 89                 | modifier les données · modifier les données |
| Illfurth                         | 68152      | CC Sundgau       | 9,16             | 2 428 (2022)                      | 265                | modifier les données · modifier les données |
| Illtal                           | 68240      | CC Sundgau       | 11,96            | 1 223 (2022)                      | 102                | modifier les données · modifier les données |
| Jettingen                        | 68158      | CC Sundgau       | 6,30             | 508 (2022)                        | 81                 | modifier les données · modifier les données |
| Kiffis                           | 68165      | CC Sundgau       | 6,55             | 238 (2022)                        | 36                 | modifier les données · modifier les données |
| Kœstlach                         | 68169      | CC Sundgau       | 8,23             | 499 (2022)                        | 61                 | modifier les données · modifier les données |
| Levoncourt                       | 68181      | CC Sundgau       | 5,28             | 250 (2022)                        | 47                 | modifier les données · modifier les données |
| Liebsdorf                        | 68184      | CC Sundgau       | 4,22             | 291 (2022)                        | 69                 | modifier les données · modifier les données |
| Ligsdorf                         | 68186      | CC Sundgau       | 10,03            | 317 (2022)                        | 32                 | modifier les données · modifier les données |
| Linsdorf                         | 68187      | CC Sundgau       | 3,36             | 336 (2022)                        | 100                | modifier les données · modifier les données |
| Lucelle                          | 68190      | CC Sundgau       | 10,27            | 31 (2022)                         | 3,0                | modifier les données · modifier les données |
| Luemschwiller                    | 68191      | CC Sundgau       | 7,27             | 747 (2022)                        | 103                | modifier les données · modifier les données |
| Lutter                           | 68194      | CC Sundgau       | 8,46             | 295 (2022)                        | 35                 | modifier les données · modifier les données |
| Mœrnach                          | 68212      | CC Sundgau       | 6,79             | 517 (2022)                        | 76                 | modifier les données · modifier les données |
| Muespach                         | 68221      | CC Sundgau       | 11,37            | 934 (2022)                        | 82                 | modifier les données · modifier les données |
| Muespach-le-Haut                 | 68222      | CC Sundgau       | 6,91             | 1 144 (2022)                      | 166                | modifier les données · modifier les données |
| Oberlarg                         | 68243      | CC Sundgau       | 8,21             | 136 (2022)                        | 17                 | modifier les données · modifier les données |
| Obermorschwiller                 | 68245      | CC Sundgau       | 6,05             | 408 (2022)                        | 67                 | modifier les données · modifier les données |
| Oltingue                         | 68248      | CC Sundgau       | 13,42            | 684 (2022)                        | 51                 | modifier les données · modifier les données |
| Raedersdorf                      | 68259      | CC Sundgau       | 7,39             | 481 (2022)                        | 65                 | modifier les données · modifier les données |
| Riespach                         | 68273      | CC Sundgau       | 7,57             | 646 (2022)                        | 85                 | modifier les données · modifier les données |
| Roppentzwiller                   | 68284      | CC Sundgau       | 4,15             | 665 (2022)                        | 160                | modifier les données · modifier les données |
| Ruederbach                       | 68288      | CC Sundgau       | 4,46             | 392 (2022)                        | 88                 | modifier les données · modifier les données |
| Saint-Bernard                    | 68081      | CC Sundgau       | 6,04             | 597 (2022)                        | 99                 | modifier les données · modifier les données |
| Schwoben                         | 68303      | CC Sundgau       | 2,38             | 228 (2022)                        | 96                 | modifier les données · modifier les données |
| Sondersdorf                      | 68312      | CC Sundgau       | 8,44             | 316 (2022)                        | 37                 | modifier les données · modifier les données |
| Spechbach                        | 68320      | CC Sundgau       | 8,06             | 1 380 (2022)                      | 171                | modifier les données · modifier les données |
| Steinsoultz                      | 68325      | CC Sundgau       | 4,06             | 749 (2022)                        | 184                | modifier les données · modifier les données |
| Tagolsheim                       | 68332      | CC Sundgau       | 3,19             | 982 (2022)                        | 308                | modifier les données · modifier les données |
| Tagsdorf                         | 68333      | CC Sundgau       | 2,50             | 314 (2022)                        | 126                | modifier les données · modifier les données |
| Vieux-Ferrette                   | 68347      | CC Sundgau       | 6,63             | 643 (2022)                        | 97                 | modifier les données · modifier les données |
| Waldighofen                      | 68355      | CC Sundgau       | 4,14             | 1 555 (2022)                      | 376                | modifier les données · modifier les données |
| Walheim                          | 68356      | CC Sundgau       | 4,83             | 888 (2022)                        | 184                | modifier les données · modifier les données |
| Werentzhouse                     | 68363      | CC Sundgau       | 4,50             | 629 (2022)                        | 140                | modifier les données · modifier les données |
| Willer                           | 68371      | CC Sundgau       | 6,21             | 299 (2022)                        | 48                 | modifier les données · modifier les données |
| Winkel                           | 68373      | CC Sundgau       | 7,87             | 291 (2022)                        | 37                 | modifier les données · modifier les données |
| Wittersdorf                      | 68377      | CC Sundgau       | 4,76             | 778 (2022)                        | 163                | modifier les données · modifier les données |
| Wolschwiller                     | 68380      | CC Sundgau       | 10,14            | 433 (2022)                        | 43                 | modifier les données · modifier les données |
| Canton d'Altkirch                | 6801       |                  | 433,23           | 47 603 (2022)                     | 110                | modifier les données                        |

## Démographie

### Démographie avant 2015
| 1962   | 1968   | 1975   | 1982   | 1990   | 1999   | 2006   | 2011   | 2012   |
| ------ | ------ | ------ | ------ | ------ | ------ | ------ | ------ | ------ |
| 16 459 | 17 541 | 18 595 | 19 586 | 20 167 | 21 943 | 23 668 | 24 824 | 24 770 |

### Démographie depuis 2015
En 2022, le canton comptait 47 603 habitants, en évolution de +0,17 % par rapport à 2016 (Haut-Rhin : +0,66 %, France hors Mayotte : +2,11 %).
| 2013   | 2018   | 2022   |
| ------ | ------ | ------ |
| 47 576 | 47 562 | 47 603 |